# The Dillinger Escape Plan
The Dillinger Escape Plan — американський метал-гурт з міста Морріс-Плейнс, Нью-Джерсі. Вважається засновником жанру маткор.

## Учасники

#### Остаточний склад
- Ґреґ Пучіато — вокал (2001-2017)
- Кевін Антреассіан — ритм-гітара (2015-2017)
- Бен Вайнман — соло-гітара, бек-вокал, фортепіано, програмування (1997-2017), вокал (2001)
- Лайам Вілсон — бас-гітара (2000-2017)
- Біллі Раймер — ударні (2009-2017)

## Дискографія
Студійні альбоми
- 1999: Calculating Infinity
- 2004: Miss Machine
- 2007: Ire Works
- 2010: Option Paralysis
- 2013: One of Us Is the Killer
- 2016: Dissociation

Міні-альбоми
- 1997: The Dillinger Escape Plan
- 1998: Under the Running Board
- 2002: Irony Is a Dead Scene
- 2006: Plagiarism

Спліти
- 1999: The Dillinger Escape Plan/Nora
- 1999: The Dillinger Escape Plan/Drowningman

Концертні записи
- 2003: Cursed, Unshaven and Misbehavin': Live Infinity